# Sarawut Konglarp
Sarawut Konglarp (Thai: สราวุธ กองลาภ; * 30. Oktober 1987 in Bangkok), auch als Arm (Thai: อาร์ม) bekannt, ist ein thailändischer Fußballspieler.

## Karriere
Seinen ersten Vertrag unterschrieb Sarawut Konglarp 2008 beim damaligen Erstligisten Customs Department FC in Samut Prakan. Nach 45 Spielen wechselte er 2010 zum Ligakonkurrenten Bangkok United. Nachdem er mit Bangkok United in die zweite Liga abgestiegen war, wechselte er zum Erstligisten TOT SC, ebenfalls ein Verein, der in Bangkok beheimatet ist. 2012 ging er wieder zu seinem ehemaligen Verein Bangkok United. Army United, ebenfalls ein Erstligist, verpflichtete ihn 2014. Hier absolvierte er 37 Spiele. 2015 nahm ihn Bangkok Glass unter Vertrag. Hier wurde er 2015 an den Navy FC aus Sattahip und 2016 an Sukhothai FC ausgeliehen. 2017 nahm ihn der Erstligist Chiangrai United unter Vertrag. Hier wurde er an den Ligakonkurrenten Sisaket FC ausgeliehen. 2018 wechselte er nach Suphanburi zum Erstligisten Suphanburi FC. Ende 2019 verließ er Suphanburi und schloss sich dem Zweitligisten Lampang FC aus Lampang an. Für Lampang stand er achtmal in der zweiten Liga zwischen den Pfosten. Im Mai 2021 unterschrieb er einen Vertrag bei seinem ehemaligen Verein MOF Customs United FC. Hier stand er bis Saisonende unter Vertrag. Für die Customs stand er 31-mal auf dem Spielfeld. Zu Beginn der Saison 2022 unterschrieb er im August 2022 einen Vertrag beim Drittligisten Pathumthani University FC. Der Klub aus Pathum Thani spielte in der Western Region der Liga. Nach nur zwei Monaten wechselte er in die Eastern Region, wo er sich dem Chanthaburi FC anschloss. Am Ende der Saison feierte er mit dem Verein aus Chanthaburi die Meisterschaft der Region sowie den Aufstieg in die zweite Liga. Nach insgesamt 31 Ligaspielen wechselte er Anfang Januar 2024 zum ebenfalls in der zweiten Liga spielenden Pattaya United FC. Für den Verein aus dem Seebad Pattaya bestritt er ein Ligaspiel. Zu Beginn der Saison 2024/25 wechselte er im Juli 2024 zum Erstligaabsteiger Police Tero FC. Nach zwei Ligaspielen wurde sein Vertrag nach der Hinrunde im Januar 2025 nicht verlängert. Im gleichen Monat nahm ihn der Drittligist Rasisalai United FC unter Vertrag. Der Verein spielt in der North/Eastern Region der Liga. Am Ende der Saison 2024/25 feierte er mit dem Verein die Meisterschaft der Region sowie die Qualifikation zu den Aufstiegsspielen zur zweiten Liga. Hier konnte man sich in der National Championship durchsetzen und stieg somit in die zweite Liga auf.

## Erfolge
Rasisalai United FC
- Thai League 3 – North/East: 2024/25